# Liste archivischer Normen und Standards (Schweiz)
Die Liste archivischer Normen und Standards (Schweiz) basiert auf dem Katalog wichtiger, in der Schweiz angewandter archivischer Normen des Vereins Schweizerischer Archivarinnen und Archivare.

## Records Management
Unterlagen verwalten:
- ISO 15489 («Information und Dokumentation – Schriftgutverwaltung»)

Digitale und hybride Ablagen einrichten:
- Model Requirements for the Management of Electronic Documents and Records (MoReq2)

Metadaten über Unterlagen erstellen:
- ISO 23081 («Information and documentation – Records management processes – Metadata for records»)

## Erschliessung
Archivgut verzeichnen:
- International Standard Archival Description (General) (ISAD-G)[2]
- Records in Contexts (RiC)

Kontextinformationen über Aktenbildner festhalten:
- International Standard Archival Authority Record for Corporate Bodies, Persons, and Families (ISAAR-CPF)
- Records in Contexts (RiC)

Provenienzstellen beschreiben:
- International Standards for Describing Functions (ISDF)
- Records in Contexts (RiC)

Institutionen mit Archivbeständen beschreiben:
- International Standard for Describing Institutions with Archival Holdings (ISDIAH)
- Records in Contexts (RiC)

Objekte im Internet beschreiben:
- Dublin Core

Fotobestände beschreiben:
- SEPIADES

## Bestandserhaltung und digitale Archivierung
Archiv- und Bibliotheksgut aufbewahren:
- ISO 11799 («Anforderungen an die Aufbewahrung von Archiv- und Bibliotheksgut»)

Alterungsbeständige Materialien verwenden:
- ISO 9706 («Papier für Schriftgut und Druckerzeugnisse – Voraussetzungen für die Alterungsbeständigkeit»)

Digital Archivieren:
- Open Archival Information System (OAIS)

Metadaten zu digitalen Objekten festhalten:
- PREMIS
- METS

Langlebige Dokumentenformate anwenden:
- Katalog archivischer Dateiformate (KaD)[3]

## Vermittlung
Findbücher digital zugänglich machen:
- Encoded Archival Description (EAD)

Kontextinformationen digital zugänglich machen:
- Encoded Archival Context (EAC)